# Marcel Chevalier
Marcel Chevalier (28 de febrero de 1921 en Montrouge, Altos del Sena - 8 de octubre de 2008 en Vendôme) trabajó como el último verdugo principal (Monsieur de Paris) de Francia.Sucedió en esta posición al tío de su esposa, André Obrecht, en 1976 y ocupó tal cargo hasta 1981, cuando la pena de muerte se abolió durante la presidencia de François Mitterrand y el ministerio de Justicia a cargo de Robert Badinter.El método de aplicación de la pena capital por delitos civiles capitales en Francia entre 1791 y 1981 era la decapitación por medio de la guillotina, mientras que en el caso de ejecuciones militares estas se hacían por fusilamiento.
Chevalier, cuya carrera de verdugo inició en 1958, estuvo a cargo de unas 40 ejecuciones. Como verdugo jefe, cargo en el que fue nombrado el 1 de octubre de 1976, ejecutó tan solo a dos personas. Éstas fueron las dos últimas ejecuciones legales en Francia:
- Jérôme Carrein, condenado dos veces por el asesinato y violación de una niña de ocho años, guillotinado el 23 de junio de 1977 en Douai.[3]
- Hamida Djandoubi, por haber torturado y estrangulado a su antigua enfermera, fue guillotinado el 10 de septiembre de 1977 en Marsella.[4]

Tras su retiro, Chevalier trabajó como impresor. Su esposa fue Marcelle Obrecht con quien tuvo dos hijos. Su hijo Éric, de hecho, estuvo presente en las ejecuciones de Carrein y Djandoubi como una manera de prepararlo para suceder a su padre como verdugo jefe tras su eventual jubilación.
Chevalier fue entrevistado en varias ocasiones por la prensa, pero, desilusionado por la naturaleza sensacionalista de la cobertura de prensa, optó posteriormente por no discutir en absoluto sus experiencias con la guillotina.